# サパンペ

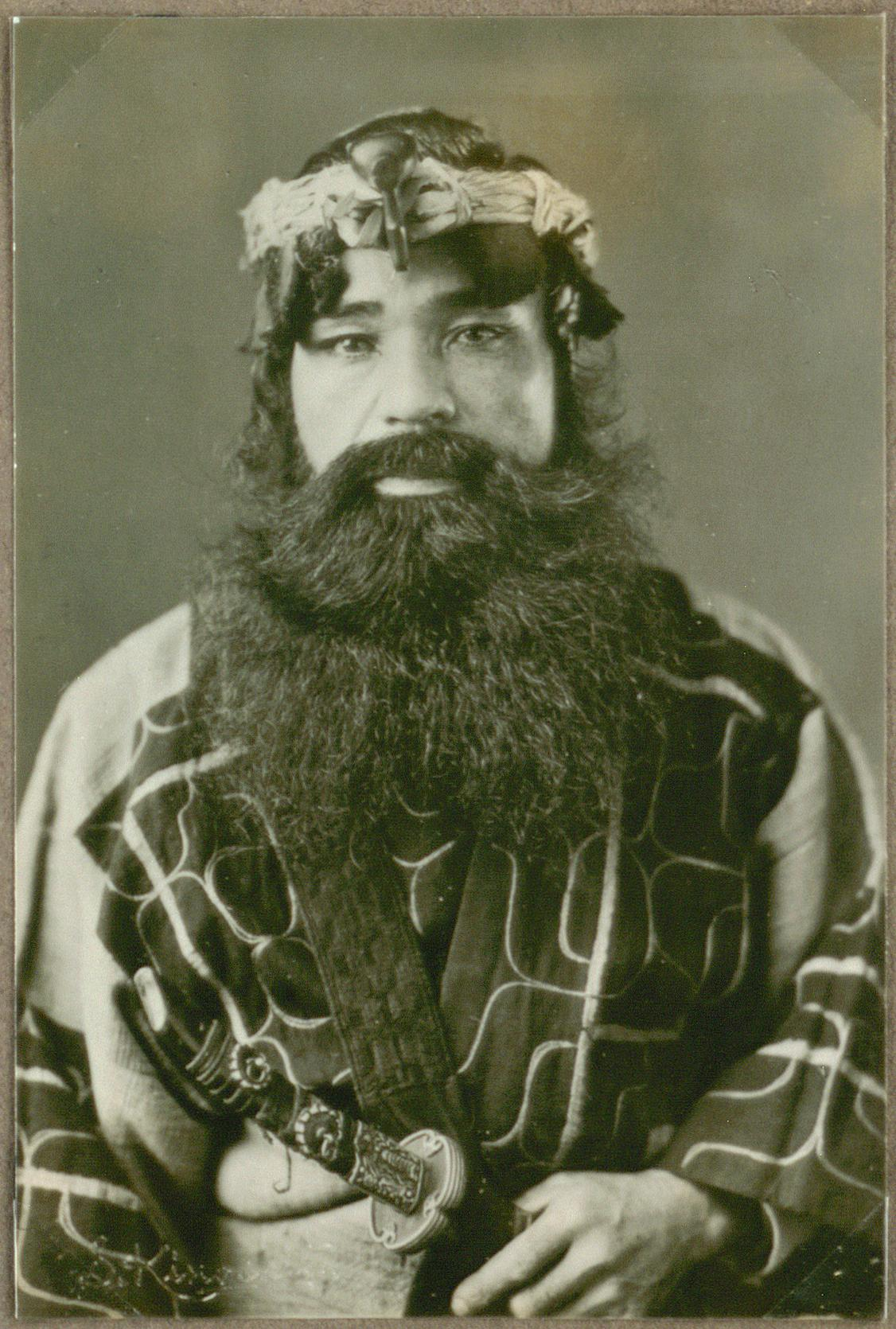
サパンペを着用した男性

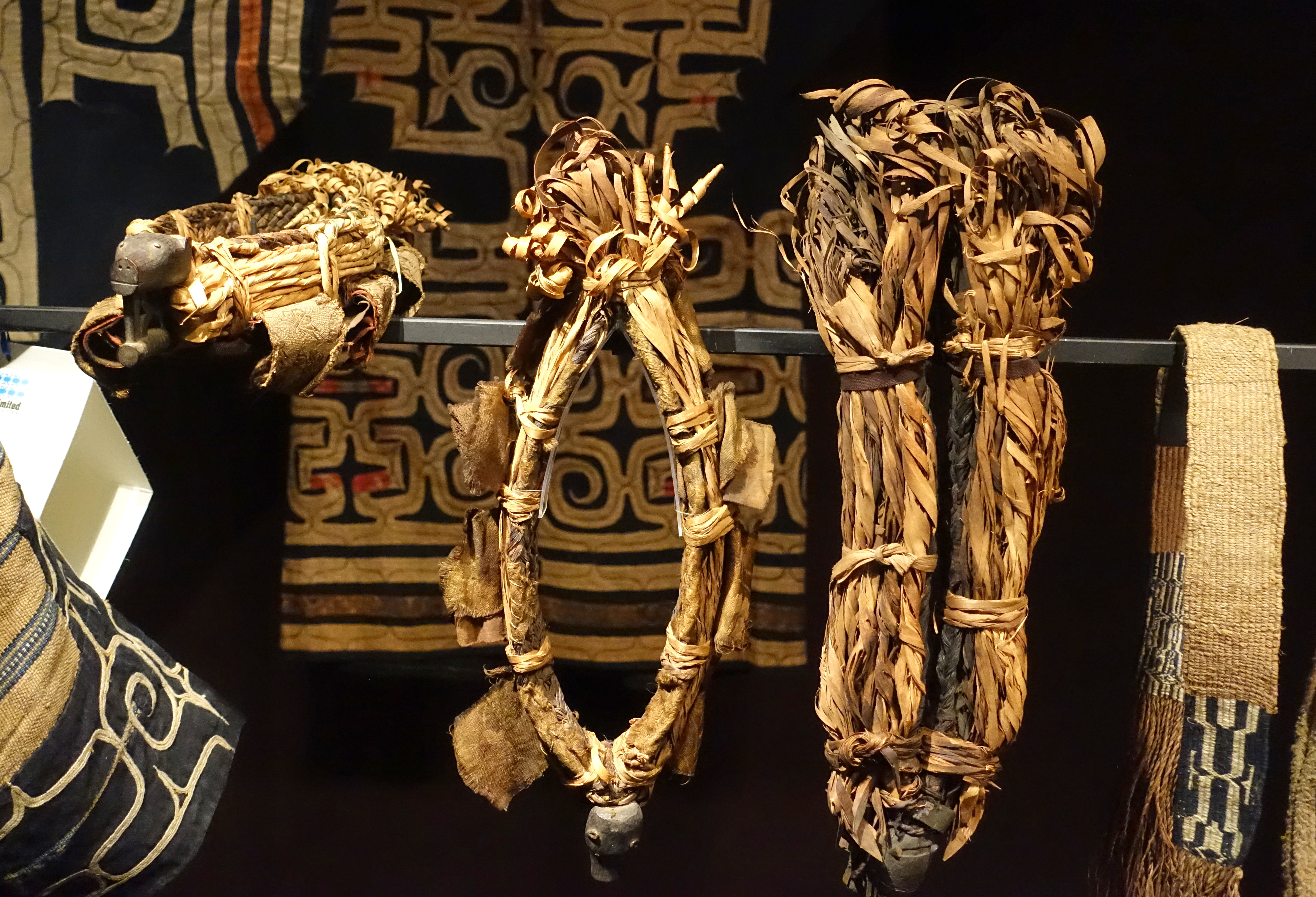
スウェーデン、ストックホルムの博物館に展示されたサパンペ

サパンペ（アイヌ語: sapanpe）は、アイヌの成人男性が儀礼の際に着用した冠である。身に着けた者の言葉を補って神々に伝えるという、アイヌのシャーマニズムにおける呪具の一種。

## 名称
サパンペはアイヌ語で「頭に有る物」（サパ・ウン・ペ、sapa-un-pe）を意味する。別形・方言形に、同じ語構成のサパウンペ（sapaunpe）やパウンペ（paunpe）もある
。また、イナウに因んでイナウル（inawru）とも呼ばれる。

## 形状
形状は鉢巻に似ており、頭全体に被るのではなく外周を覆うものである。ヤマブドウの蔓の皮を捩じり上げて大まかな形を作り、額の部分にはヒグマやキタキツネなど動物の頭部を模した木彫を取り付け、周囲は楊やミズキの材を削ったキケ（イナウの削り花）や、シナノキの樹皮や蒲の茎をコイル状に編上げた物、日本本土産の布地、あるいはサメの歯などで飾り付ける。

## 着用
サパンペは日常的に着用するものではなく、イオマンテなど重要な祭礼、あるいは客人を迎える時などハレの場で用いられた。渡島、胆振、日高など北海道南西部では儀礼に参加する成人男性の多くが着用したが、十勝では重要な祭礼の折、長老格の男性でなければ着用が許されなかった。また釧路では身分にかかわらずサパンペを着用しなかったという。
サパンペを着用している折にもめごとを起こすのは、大変な恥とされる。また、葬式や祖霊祭など死者にかかわる儀礼の折はサパンペを着用しない。